# Bruce Bethke
Bruce Bethke (Milwaukee, 1955 –) amerikai író. Leginkább a Cyberpunk című 1983-as novellájáról és regényéről ismert, amely a kifejezés széles körű használatához vezetett, beleértve a sci-fi cyberpunk alműfaját is. Headcrash című novellája 1995-ben elnyerte a Philip K. Dick-díjat az Egyesült Államokban kiadott eredeti SF-könyvek kategóriájában.
Bethke összegyűjtött gondolatai a cyberpunk szubkultúráról a weboldalán olvashatóak A cyberpunk etimológiája című esszéjében.
Bethke 2013-ban a Philip K. Dick-díj zsűritagja volt.

## Élete
Bethke Minnesotában él, ahol számítógépes szoftverek fejlesztőjeként dolgozik.

## Bibliográfia

### Regények
- Maverick: Ez a regény Isaac Asimov 1990-es vázlata alapján íródott, és az Asimov Robot univerzumában játszódó regénysorozat egyik darabja volt.
- Headcrash: Bethke 1995-ben megjelent első regénye. A Headcrash Jack Burroughs, a húszas évei közepén járó számítógépes kocka története, aki uralkodó anyjával él, és egy szoftvercégnél dolgozik zsákutcába jutott állásban. Jack sokkal érdekesebb virtuális életet él a metaverzumban, ahol elit hackerként tevékenykedik, és MAX_KOOL néven fut. Barátjával, Gunnarral együtt Jacket felbérelik, hogy törjön be egy vállalati rendszerbe, hogy visszaszerezze azokat a fájlokat, amelyek bizonyítják, hogy a céget ellopták az alapító jogos örökösétől. Ez a regény elnyerte a Philip K. Dick-díjat. Néha ennek a műnek tulajdonítják a "spam" szó első használatát a kéretlen e-mailekre használt kifejezésként. Bethke azt válaszolta, hogy bár értékeli a gondolatot, de a kifejezés már jóval azelőtt használatban volt az Usenetben, hogy ő a Headcrashben használta volna.
- Rebel Moon: A Rebel Moon a Rebel Moon Rising című játék előzményjátékának regényváltozata volt. A fő cselekmény hasonló a The Moon Is a Harsh Mistress-hez, bár maga a könyv néhány egyéni szereplőre és a háborúban vívott csatáikra koncentrál, és nem a Holdon zajló függetlenségi harc politikai és gazdasági következményeire.
- Vad vadnyugat: A kritikusok által elmarasztalt steampunk western-vígjáték regényváltozata. Bethke a honlapján összefoglalóan elveti a regényt, mondván, hogy ki kellett fizetnie a háza új tetejét.

### Novellák
1983:
- Cyberpunk (in: Amazing Science Fiction, November 1983)

1986:
- One Evening in H.G.’s Drawing Room (in: Amazing Stories, March 1986)

1987:
- It Came from the Slushpile (in: Aboriginal Science Fiction, July-August 1987)

1988:
- The Skanky Soul of Jimmy Twist (in: Amazing Stories, May 1988)
- Spectre in Blue Doubleknit (in: Alfred Hitchcock’s Mystery Magazine, September 1988)
- Utter Oog, the Caveman (in: Tales of the Unanticipated, Winter/Spring 1988)
- Worms! (in: Tales of the Unanticipated, Fall/Winter 1988)

1989:
- Buck Turner and the Spud from Space (in: Tales of the Unanticipated, Fall/Winter 1989)
- Elimination Round (in: Amazing Stories, July 1989)
- The Last Cyberpunk Story (in: Tales of the Unanticipated, Spring/Summer 1989)

1990:
- First Full-Contact (in: Aboriginal Science Fiction, January-February 1990)
- A Contract for Meyerowitz (in: Science Fiction Review, Autumn 1990)
- Expendables (in: Tales of the Unanticipated, Spring/Summer/Fall 1990)

1991:
- Appliancé (in: Aboriginal Science Fiction, January-February 1991)
- Life in A Drop of Pond Water (in: Amazing Stories, January 1991)
  - Deutsch: Leben in einem Tropfen Teichwasser. In: Alien Contact, Nummer 8. Edition Avalon, 1991.
- Into The Altar Pit (in: Amazing Stories, September 1991)
- The Final Death of the Comeback King (in: Weird Tales, Summer 1991)

1992:
- The Death of the Master Cannoneer (in: Asimov’s Science Fiction, Mid-December 1992; mit Phillip C. Jennings)

1993:
- The Single-Bullet Theory (in: Amazing Stories, April 1993)
- Jimi Plays Dead (in: Amazing Stories, October 1993)

1994:
- Interior Monologue (in: Amazing Stories, Winter 1994)

1998:
- Mark Dreizig (1998, in: James Cahill (Hrsg.): Lamps on the Brow)
- On the Conservation of Historical Momentum (in: Pulp Eternity Magazine #1, September 1998)

### Antológiák
- Stupefying Stories: „It Came from the Slushpile“ (2010)
- Two: The 2nd Annual Horror Special (2013)
- Five Stars: Five Outstanding Tales from the Early Days of Stupefying Stories (2014)

### Blogs
- The Ranting Room (2005–2009)
- The Friday Challenge (2009–2013)
- Stupefying Stories Blog

## Vita

### Cyberpunk
Az eredetileg 1980-ban novellák sorozataként megírt regényt egy kiadó vásárolta meg egy exkluzív szerződés révén, amely megtiltotta Bethke-nek, hogy a regényt más kiadónak eladja. A kiadó úgy döntött, hogy nem adja ki a regényt, ami több évig tartó jogi csatározásokat okozott a könyv jogaiért. Bethke a regény letölthető változatát öt dollárért kínálja a honlapján.
Amikor egy 2005-ös interjú során megkérdezték tőle: „Miért nem adta ki a Cyberpunk című könyvét, amikor 1989-ben eladta egy kiadónak?”, Bruce így válaszolt: „Á, hát, utólag 20/20. A könyvet azért nem adták ki, mert a kiadó utálta a befejezést, én pedig nem voltam hajlandó átírni. A kiadó azt akarta, hogy egy "Frazetta-borítós" befejezést írjak; tudod, a hős a középpontban, hatalmas fegyverrel a kezében, egy félmeztelenül gubbasztó kisbabával a lábai előtt, és körülötte a sok ellenség véres holttesteivel. Ahhoz, hogy ezt a befejezést elérjem, úgy kellett volna befejeznem a könyvet, hogy a főszereplő egy iskolában követ el mészárlást – a kiadó kifejezetten ezt kérte tőlem –, de ezt az ötletet még 10 évvel Columbine előtt is teljesen visszataszítónak találtam. Ezért nem voltam hajlandó megírni. Talán a kiadónak igaza volt. Talán a könyv jól fogyott volna egy véres kamaszos, bosszúfantáziás befejezéssel. De az eladások nem minden.”

## Díjak
Bruce Bethke 2012-ben elnyerte a Philip K. Dick-díjat az Egyesült Államokban megjelent eredeti SF-kötetekért.
- 1995: Headcrash (Grand Central Publishing) – Győztes.[9]

## Fordítás
Ez a szócikk részben vagy egészben  a   Bruce Bethke című angol Wikipédia-szócikk ezen változatának fordításán alapul.  Az eredeti cikk szerkesztőit annak laptörténete sorolja fel. Ez a jelzés csupán a megfogalmazás eredetét és a szerzői jogokat jelzi, nem szolgál a cikkben szereplő információk forrásmegjelöléseként.